# Сайдулдин, Тлеуберды Сайдулдинович
Тлеуберды Сайдулдин — советский и казахстанский эпизоотолог, доктор ветеринарных наук (1986), профессор (1989), академик НАН РК (2000). Член КПСС (1984—1991).

## Биография
Родился 20 марта 1943 года в с. Каратал Зайсанского района Восточно-Казахстанской области.
Окончил Семипалатинский зооветеринарный институт (1965). В 1970—1987 гг. работал там же: ассистент, старший преподаватель, доцент, заведующий кафедрой, проректор по научной работе. До этого учился в аспирантуре при Московской ветеринарной академии будучи ленинским стипендиатом и в 1970 г. защитил кандидатскую диссертацию на тему «Неполные антитела и их выявление в бактериальном варианте реакции Кумбса».
С 1987 г. по 1997 г. заведующий кафедрой эпизоотологии Алматинского зооветеринарного института, с 1997 г. профессор по эпизоотологии в составе разных кафедр Казахского национального аграрного университета. Одновременно исполнял обязанности директора НИИ анималогии (2000—2001), заведующего кафедрой (2001—2002), с 2002 г. — профессор кафедры эпизоотологии и организации ветеринарного дела, ныне биологической безопасности.
Сфера научных интересов: теоретические вопросы серологии и разработки методов серодиагностики. Им установлена возможность взаимодействия как гомологичных, так и гетерологичных комплексов антиген- антитело. На этой основе разработал диагностические методы, названные серологическими реакциями вторичной агрегации: реакция связывания конглютинирующего комплекса (РСКК), ее длительный вариант — РДСКК, реакция агрегирования иммунных комплексов (РАИК) и серологический тест для диагностики бруцеллеза — реакция Сайдулдина.
Автор более 180 научных работ, в том числе учебников по эпизоотологии и трудов по формированию ветеринарных терминов на казахском языке. Получил 37 авторских свидетельств и 19 патентов на изобретения.
Сайдулдин Т. в Алматинский зооветеринарный институт прибыл из Семипалатинского зооветеринарного института как приглашённый специалист по приказу Главквузов МСХ СССР. По его инициативе при Алматинском ЗВИ был организован Совет по защите докторской диссертации, с его участием аналогичный совет создан и при КазНИВИ. Эти советы сыграли большую роль в формировании корпуса докторов ветеринарных наук в республике. При создании Высшего Аттестационного комитета Т. Сайдулдин как учёный секретарь этого учреждения провёл большую работу по разработке нормативных документов ВАК. Он же принимал активное участие в организации сети НИИ при КазНАУ, в частности подготовки документов по обоснованию нормативных актов и возглавил один из этих институтов.
Разработанный академиком Сайдулдиным Т. серологический тест, назван его именем и зарегистрирован Международным экзотическим бюро (МЭБ). Автор являлся экспертом этого авторитетного международного учреждения.

### Общественная деятельность
Возглавлял общество «Казак тили» в Бостандыкском районе г. Алматы. Регулярно выступал в средствах массовой информации, по телевидению, радио как эксперт казахской лингвистики и хороший знаток национальной истории.
В последние годы жизни проявлял религиозные убеждения мусульманина, совершив паломничество в Мекку (Хадж).
Сочинения:
- Основы серологии. Теоретические и методические аспекты. Издательство: LAP LAMBERT Acad. Publ. Год издания: 2014 Кол-во страниц: 356.
- Ветеринарная иммунология. ISBN 978-3-659-88190-9. Издательство: LAP LAMBERT Academic Publishing 2016 г. 400с.

Награждён знаками «Изобретатель СССР» (1985), «Отличник высшей школы СССР» (1989), «За заслуги в развитии науки Республики Казахстан» (2003). Обладатель гранта МОН РК «Лучший преподаватель ВУЗа» (2008).
Сын — Сайдулдин Еркин Тлеубердыулы, PhD, BSc, MBA. Дочь — Сайдулдина Альпеш Тлеубердыевна , MD, PhD, USA. Сын — Сайдолда Баян Тлеубердыулы, BS, University of Ulsan, Южная Корея. Сын- Сайдолда Жанибек Тлеубердыулы, студент Utah State University, США.